# Gielsdorf (Altlandsberg)
Gielsdorf ist ein Ortsteil der Stadt Altlandsberg im Landkreis Märkisch-Oderland in Brandenburg.

## Geografie
Der Ort liegt elf Kilometer nordöstlich von Altlandsberg. Die Nachbarorte sind Stadtstelle und Prötzel im Nordosten, Wilkendorf im Osten, Gartenstadt und Friedrich-Schiller-Höhe im Südosten, Jenseits des Sees im Süden, Spitzmühle und Wesendahler Mühle im Südwesten, Wesendahl im Westen sowie Rudolfshöhe, Hirschfelde und Eichenbrandt im Nordwesten.

## Geschichte
Gielsdorf wurde erstmals urkundlich im Carolinischen Landbuch von 1375 erwähnt. Den Namen erhielt es durch die deutsche Gründerfamilie Giselbert, die im 13. Jahrhundert mit den Anhaltinern ins Land kam. So wurde aus Gieselbertsdorf später Gielsdorf, das ab 1430 teilweise, und von 1460 bis 1924 ganz im Besitz des Adelsgeschlechts derer von Pfuel war.

## Dorfkirche

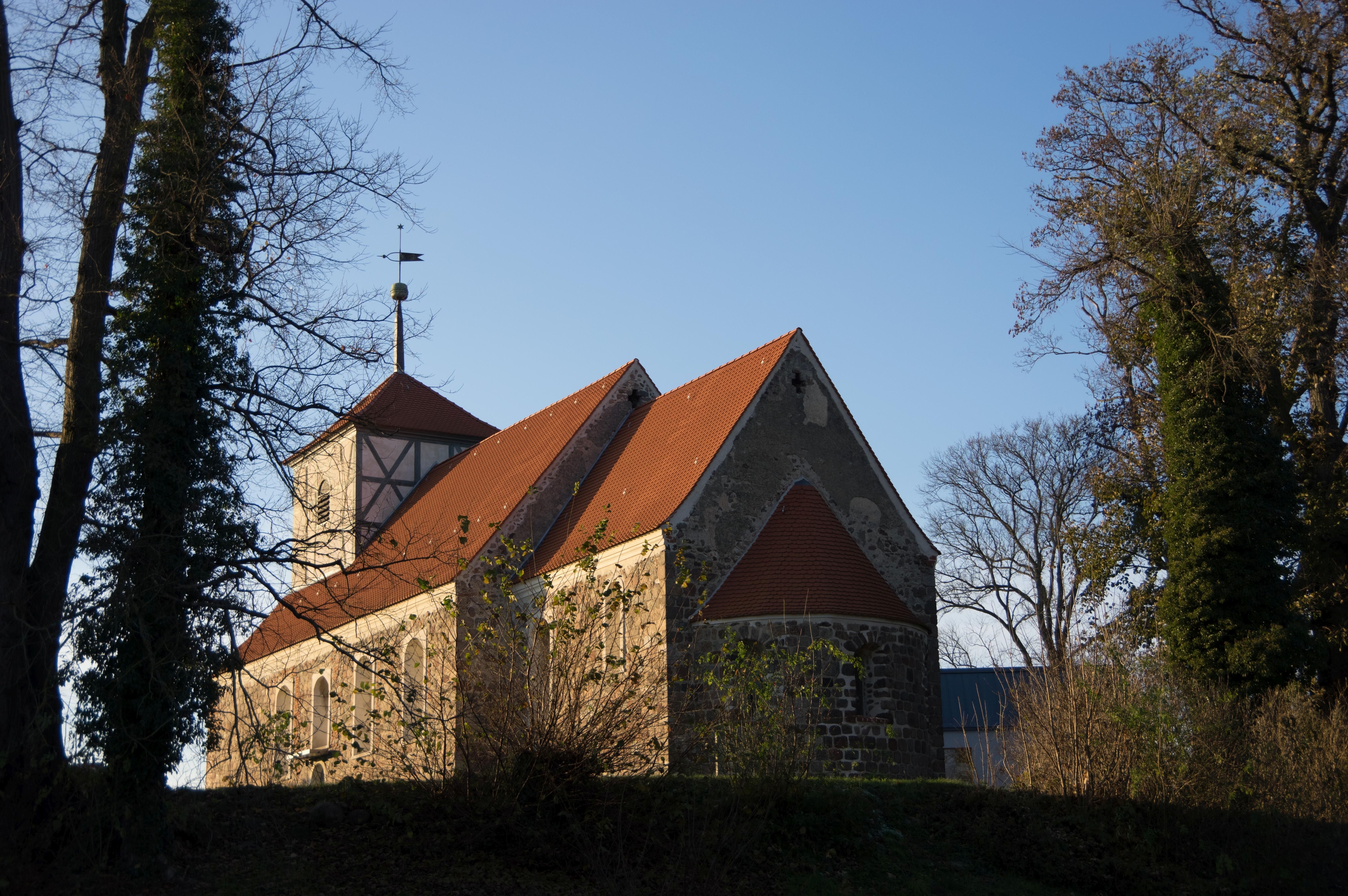
Die Kirche in Gielsdorf

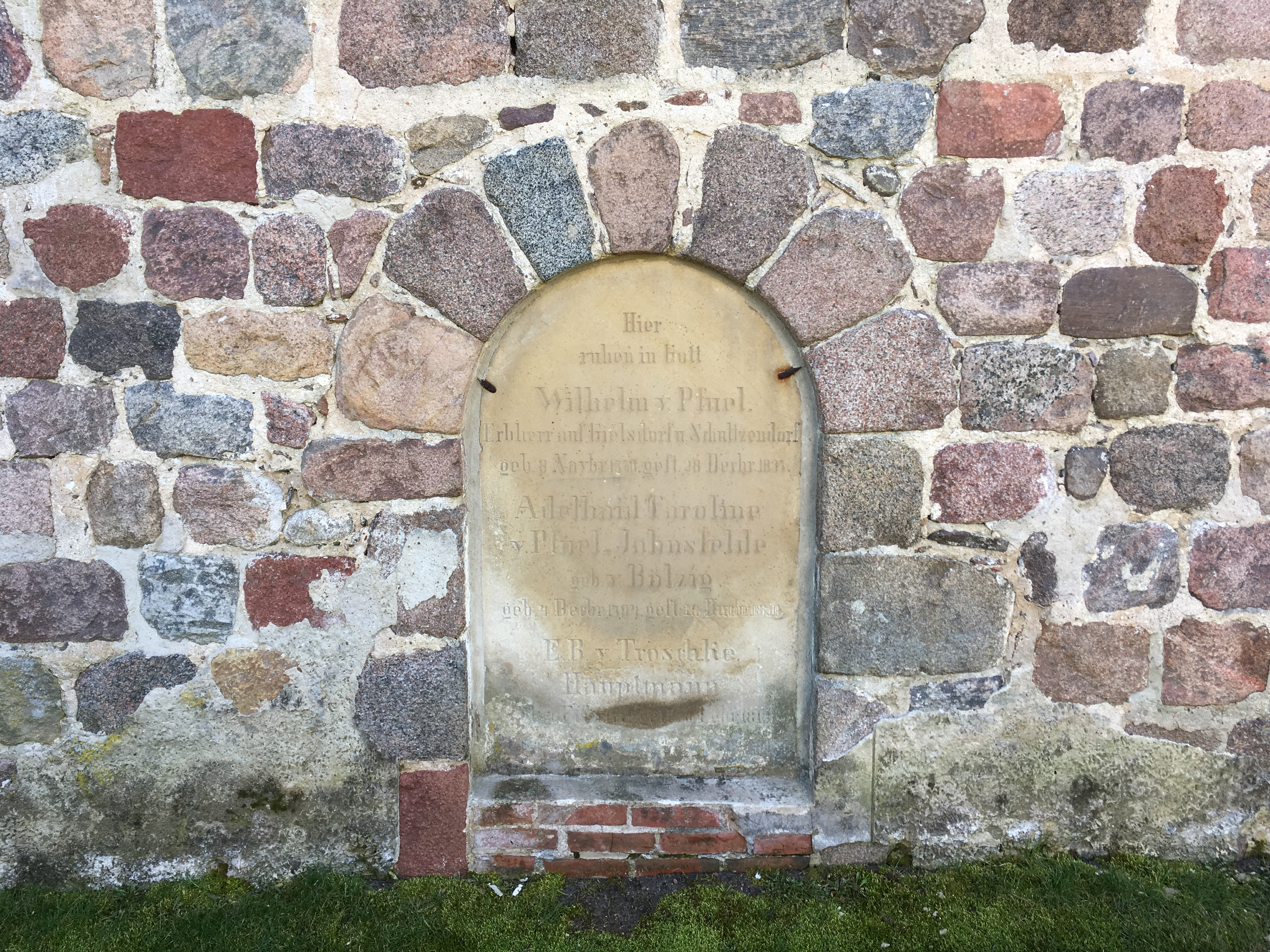
Grabmal des Wilhelm von Pfuel, Erbherr auf Gielsdorf und Schulzendorf (Nordansicht, Kirchenschiff)

Die Kirche ist ein Feldsteinbau der Spätromanik aus dem 13. Jahrhundert. Sie besteht aus Kirchenschiff, eingezogenem Chor mit Apsis, und dem Westturm. Die Fenster der Nordseite sind weitgehend in ursprünglichem Zustand erhalten. Im Inneren der Kirche befindet sich ein mittelalterlicher Flügelaltar. Der Altar (ca. 1460) kam 1975 aus Wilkendorf, welches sich auch in Pfuel’schem Besitz befand. Die Kanzel stammt aus dem 19. Jahrhundert. Die Empore an der West- und Nordseite des Schiffes ist von 1610. Zur Kirche gehören zwei Glocken von 1517 und 1615. In der Kirche befindet sich ein Grabstein des 1527 verstorbenen Friedrich von Pfuel (1462–1527). Ursprünglich befand sich der Grabstein im alten Berliner Dom.
Die Gruft des Adelsgeschlechts derer von Pfuel ist nicht mehr zugänglich.

## Persönlichkeiten
- Christian Friedrich von Pfuel (1653–1702), preußischer Oberst, Herr auf Gielsdorf, Wilkendorf und Jahnsfelde
- Friedrich Heinrich Ludwig von Pfuel (1781–1846), preußischer Generalleutnant, Kommandant von Saarlouis, Spandau und Stettin, Herr auf Jahnsfelde, Wilkendorf und Gielsdorf
- Gustav von Pfuel (1829–1897), preußischer Gutsbesitzer, hoher Staatsbeamter, sowie Politiker als Mitglied des Herrenhauses, Schwiegervater des Reichskanzlers Theobald von Bethmann Hollweg; Herr auf Wilkendorf, Gielsdorf und Eichenbrandt
- Richard Balduin Ernst von Pfuel (1827–1900), preußischer Legationsrat, deutscher Generalkonsul u. Botschafter; 1872–1876 Botschafter des Deutschen Reiches in Rumänien, 1876–1888 kaiserlicher Außerordentlicher Gesandter und bevollmächtigter Minister des Deutschen Reiches für das Königreich Schweden und Norwegen, Herr auf Gielsdorf